# Tragia smallii
Tragia smallii là một loài thực vật có hoa trong họ Đại kích. Loài này được Shinners miêu tả khoa học đầu tiên năm 1956.